# Kaimon (insect)
Kaimon is een geslacht van wantsen uit de familie van de Schizopteridae. Het geslacht werd voor het eerst wetenschappelijk beschreven door Hill in 2004.

## Soorten
Het genus bevat de volgende soorten:

- Kaimon alleungellanus Hill, 2004
- Kaimon allomelanoriensis Hill, 2004
- Kaimon allonesioticus Hill, 2004
- Kaimon ancylonesioticus Hill, 2004
- Kaimon athertonensis Hill, 2004
- Kaimon baroalbaensis Hill, 2004
- Kaimon bulburinensis Hill, 2004
- Kaimon byfieldensis Hill, 2004
- Kaimon carbinensis Hill, 2004
- Kaimon conwayensis Hill, 2004
- Kaimon epicarsius Hill, 2004
- Kaimon eungellanus Hill, 2004
- Kaimon finniganensis Hill, 2004
- Kaimon kroombitensis Hill, 2004
- Kaimon lambensis Hill, 2004
- Kaimon leeiensis Hill, 2004
- Kaimon macdowallensis Hill, 2004
- Kaimon melanoriensis Hill, 2004
- Kaimon mesambrinus Hill, 2004
- Kaimon micropterus Hill, 2004
- Kaimon notipolysperes Hill, 2004
- Kaimon pismaensis Hill, 2004
- Kaimon plistonotius Hill, 2004
- Kaimon polysperes Hill, 2004
- Kaimon sidereoriensis Hill, 2004
- Kaimon thorntonensis Hill, 2004
- Kaimon webbensis Hill, 2004